# 848
848 (осемстотин четиридесет и осма) година по юлианския календар е високосна година, започваща в неделя. Това е 848-ата година от новата ера, 848-ата година от първото хилядолетие, 48-ата година от 9 век, 8-а година от 5-о десетилетие на 9 век, 9-а година от 840-те години.